# Kiranchok
Kiranchok (nep. किरान्चोक) – gaun wikas samiti w środkowej części Nepalu w strefie Bagmati w dystrykcie Dhading. Według nepalskiego spisu powszechnego z 2001 roku liczył on 1051 gospodarstw domowych i 6015 mieszkańców (2928 kobiet i 3087 mężczyzn).